# Jorge Elias
Jorge Elias, właśc. Jorge Elias dos Santos (ur. 6 czerwca 1991, Brazylia) – brazylijski piłkarz, grający na pozycji napastnika.

## Kariera piłkarska

### Kariera klubowa
Karierę piłkarską rozpoczął w 2012 w Mogi Mirim EC. Potem grał na zasadach wypożyczenia w klubach Icasa i Arapongas. W lutym 2015 wyjechał do Europy, gdzie podpisał kontrakt z austriackim Kapfenberger SV. 11 lutego 2017 został wypożyczony do Czornomorca Odessa. 8 sierpnia 2017 przeniósł się do Hibernians F.C.